# Rosny Park
Rosny Park è una città della Tasmania, in Australia; essa si trova 7 chilometri a est di Hobart ed è la sede della Città di Clarence.